# 陳惠 (宣德進士)
陳惠（1404年—？），字澤民，浙江寧波府鄞縣人，明朝政治人物。同進士出身。

## 生平
宣德元年（1426年）丙午科浙江鄉試第二名。宣德五年（1430年）丁丑科會試第六十八名，殿試登進士第三甲第十六名。

## 家族
曾祖父陳德茂。祖父陳尹英。父亲陳尚文。